# Haemodorum tenuifolium
Haemodorum tenuifolium är en enhjärtbladig växtart som beskrevs av Allan Cunningham och George Bentham. Haemodorum tenuifolium ingår i släktet Haemodorum och familjen Haemodoraceae. Inga underarter finns listade.